# الحرة (أمانة العاصمة)

تعديل مصدري - تعديل

الحرة هي إحدى قرى مديرية بني الحارث التابعة لمحافظة أمانة العاصمة صنعاء اليمنية، بلغ  تعداد سكانها 1621 نسمة حسب الإحصاء الذي جرى عام 2004.